# Gastrotheca dysprosita
Gastrotheca dysprosita es una especie de anfibio anuro de la familia Hemiphractidae.

## Distribución geográfica
Esta especie es endémica de la región amazónica del Perú. Habita en la provincia de Chachapoyas entre los 3370 y 3440 m sobre el nivel del mar en la ladera norte del Cerro Barro Negro.

## Descripción
El holotipo macho mide 60 mm.

## Publicación original
- Duellman, 2013: An elusive new species of Marsupial Frog (Anura: Hemiphractidae: Gastrotheca) from the Andes of northern Peru. Phyllomedusa, vol. 12, p. 3-11[2]